# Jeanne-Anaïs Castellan
Pour les articles homonymes, voir Castellan.
Jeanne-Anaïs Castellan (Beaujeu, 26 octobre 1819 - après 1890) est une soprano française. Après avoir étudié au Conservatoire de Paris, elle commence sa carrière en Italie, puis chante au Mexique, aux États-Unis, en Angleterre, en Russie et au Portugal. Meyerbeer la fait venir à Paris pour créer, à l’Opéra, le rôle de Berthe dans Le Prophète (1849), qui reste son principal titre de gloire.

## Premières années et éducation musicale
Jeanne-Anaïs Castellan naît à Beaujeu (Rhône) le 26 octobre 1819. Dès l’âge de 12 ans, elle entre au Conservatoire de Paris où elle va rester six ans, ayant notamment pour professeurs Marco Bordogni, Adolphe Nourrit et Laure Cinti-Damoreau. Elle obtient en 1836 le premier prix de chant et le deuxième prix de déclamation.

## Carrière
Elle commence sa carrière en Italie (à Varèse dès 1837) et rencontre un certain succès sur les scènes de Turin, Bergame, Rome, Milan et Florence. C’est là qu’elle épouse en 1840 le ténor italien Emilio Giampietro. Elle part ensuite pour Vienne, puis, à l’hiver 1843-1844, pour Cuba, le Mexique et les États-Unis (La Nouvelle-Orléans, New York et Boston). Elle chante pour la première fois en Angleterre le 13 mai 1844 à un concert philharmonique. Son succès est tel qu’elle est aussitôt réengagée pour un concert qui a lieu le 10 juin suivant. Durant l’hiver 1844-1845, elle se rend en Russie à l’invitation du tsar Nicolas Ier qui l’a entendue à Londres et se produit à l’Opéra italien de Saint-Pétersbourg.
Le 1er avril 1845, elle est de retour en Angleterre pour faire ses débuts en Lucia di Lammermoor sur la scène du Her Majesty's Theatre ; elle va y rester deux saisons et interpréter les rôles, entre autres, de Zerlina (Don Giovanni), Fiordiligi (Cosi fan tutte), Amina (La sonnambula), Linda di Chamounix, Adina (L'elisir d'amore) et Isabelle dans la production en italien de Robert le diable du 4 mai 1847 aux côtés de Jenny Lind qui chante Alice. C’est au cours des représentations de ce dernier ouvrage qu’elle est remarquée par Meyerbeer qui lui confie en 1849 la création du rôle de Berthe dans Le Prophète à l’Opéra de Paris. En 1847, elle apparaît également en Lucia et en Norina (Don Pasquale) au Théâtre des Italiens à Paris, avec pour partenaires Luigi Lablache et Giorgio Ronconi.
Elle fait partie des solistes à qui l'on fait appel pour interpréter le Requiem de Mozart lors des funérailles de Frédéric Chopin en l'église de la Madeleine le 30 octobre 1849, aux côtés de Pauline Viardot, Alexis Dupont et Luigi Lablache. Mais les deux cantatrices ont dû se dissimuler derrière un rideau noir, près de l'autel, car  à cette époque les femmes n’étaient pas autorisées  à chanter dans les églises,.

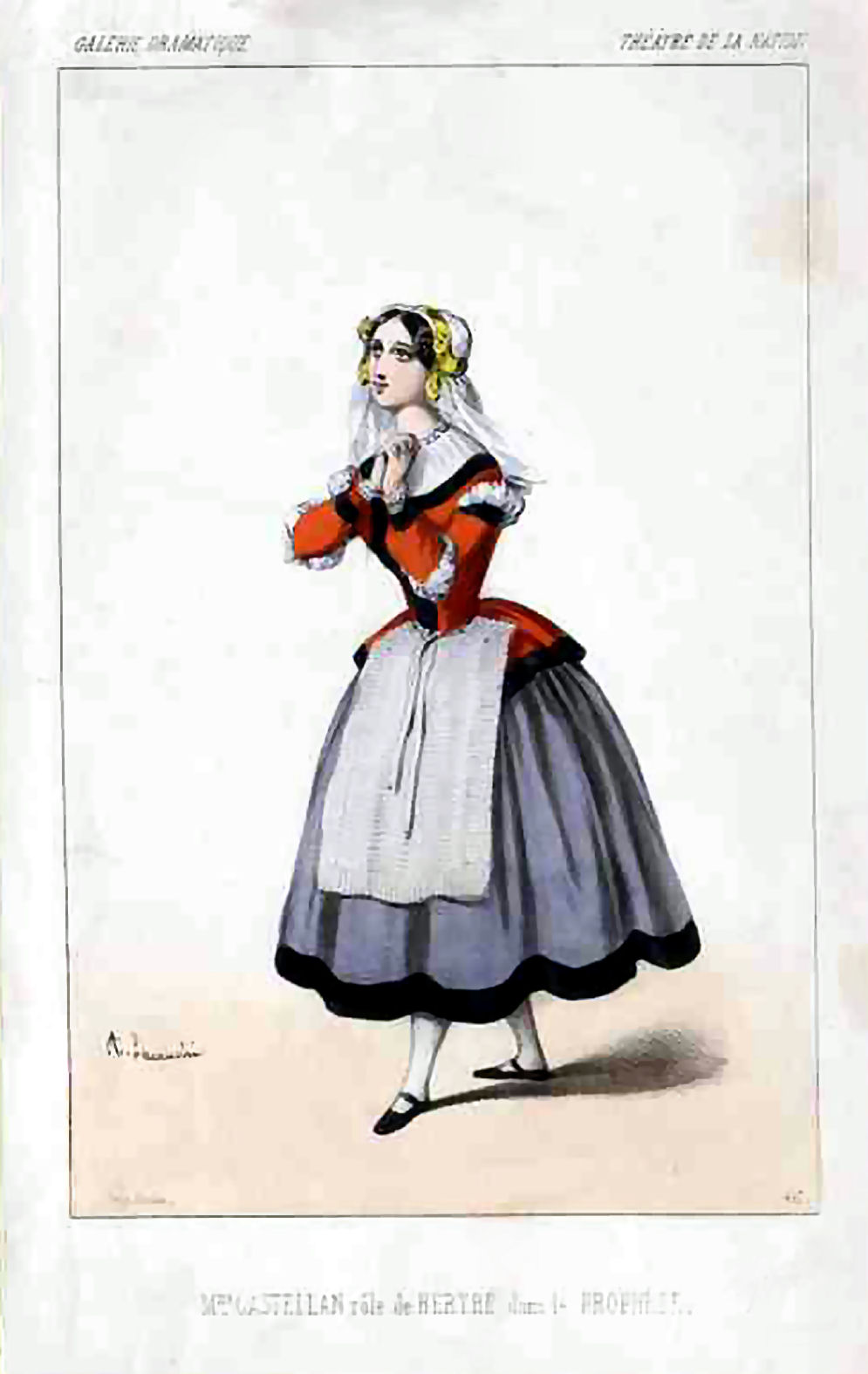
Jeanne-Anaïs Castellan dans Le Prophète de Giacomo Meyerbeer.

À l’exception de l’année 1849 où elle est à l’Opéra de Paris, Castellan chante de 1848 à 1852 sur la scène de Covent Garden : elle y interprète notamment Marguerite de Valois (Les Huguenots), Giulietta (I Capuleti e i Montecchi), Berthe (Le Prophète), Isabelle (Robert le diable), Elvire (La Muette de Portici), Agathe (Der Freischütz), Anaï (Mosè in Egitto), Mathilde (Guillaume Tell), Ninetta (La Pie voleuse), Rosina (Le Barbier de Séville), Abigaïlle (Nabucco), Pamina (La Flûte enchantée) et Léonore (Fidelio). Elle participe également à la création anglaise de Sapho de Gounod le 9 août 1851 où elle chante le rôle de la courtisane Glycère ainsi qu'à la première représentation de la version remaniée en trois actes du Faust de Spohr le 15 juillet 1852.
Elle part ensuite à Lisbonne où elle va rester jusqu’à l’été 1855, interprétant au Teatro São Carlos tous les rôles de son répertoire : Amina de La sonnambula, Lucia di Lammermoor, Paola de L’Âme en peine de Friedrich von Flotow, Elvira des Puritains, Norma, Ninetta de La Pie voleuse, Rosina du Barbier de Séville, Norina de Don Pasquale, Desdemona de l’Otello de Rossini, Leonora pour la création au Portugal du Trouvère de Verdi le 17 avril 1854, Valentine des Huguenots, Linda di Chamounix, Glycère de Sapho de Gounod, Sémiramide de Rossini et Lady Macbeth du Macbeth de Verdi.
Elle rejoint enfin l’Angleterre où elle apparaît lors de plusieurs concerts et festivals, notamment ceux de Norwich, Gloucester, Worcester et Birmingham : elle crée ainsi les parties de soprano dans les oratorios Eli de Michele Costa (1855) et Judith de Henry David Leslie (1858).
Il semblerait que Jeanne-Anaïs Castellan ne se soit plus produite sur scène après 1858. C. Lefeuve indique qu'elle s'est retirée à cette époque dans un cottage au milieu des bois de Beauchamps sur le territoire de Pierrelaye. 
Son époux Emile Giampietro meurt dans leur maison de campagne de Cormeilles-en-Parisis le 6 octobre 1890. Elle est toujours en vie à cette date.
P. Robinson rapporte que selon les critiques de l’époque, Castellan avait une voix particulièrement étendue et agile, homogène sur l’ensemble de la tessiture. Néanmoins, on lui a parfois reproché d’être en délicatesse avec l’intonation et d’oser des ornementations à la fois trop ambitieuses pour ses moyens et inappropriées sur le plan dramatique.

## Sources
- (en) Vera Brodsky Lawrence, Strong on Music : The New York Scene in the Days of George Templeton Strong, Volume I: Resonances 1836-1849, Chicago: The University of Chicago Press, 1995, 742 p.  (ISBN 0-226-47009-1)
- (it) Francesco Regli, « Anaide Castellan » dans Dizionario biografico dei più celebri poèti ed artisti melodrammatici, tragici e comici, maestri, concertisti, coreografi, mimi, ballerini, scenografi, giornalisti, impresarii, ecc. ecc. che fiorirono in Italia dal 1800 al 1860, Turin, 1860, p. 117-118
- (en) Philip Robinson, « Jeanne-Anaïs Castellan » dans The Grove Book of Opera Singers, dirigé par Laura Macy, New York : Oxford University Press, 2008, p. 80-81  (ISBN 0-195-33765-4)
- (fr) Harold Rosenthal et John Warrack, Guide de l’Opéra, édition française réalisée par Roland Mancini et Jean-Jacques Rouveroux, Paris : Fayard, Collection Les Indispensables de la Musique, 1995,  (ISBN 2-213-59567-4)
- (es) José Octavio Sosa, « La ópera en México, 1841-1843 », Pro ópera, novembre-décembre 2011, année XIX, numéro 6, p. 42-44